# ساری‌قیه (سرآب)
ساری‌قیه یکی از روستاهای استان آذربایجان شرقی است که در دهستان صائین بخش مرکزی شهرستان سرآب واقع شده‌است.
به دلیل اینکه اطراف این روستا را صخره‌های زردرنگ احاطه کرده، اسم این روستا را ساری‌قیه گذاشته‌اند.
این روستا در منطقه‌ای کاملا بکر در ۳۵ کیلومتری جاده سرآب به اردبیل واقع شده است.